# Eduard Taaffe
Eduard hrabě Taaffe (24. února 1833 Vídeň – 29. listopadu 1895 Nalžovy) byl rakousko-uherský, respektive předlitavský státník, konzervativní sociální reformátor a zemský prezident Salcburska, Horních Rakous a Tyrolska. Jeho rod pocházel z Irska, kde měl titul Viscount Taaffe of Corren and Baron of Ballymote. V letech 1868–1870 a 1879–1893 byl Taaffe předsedou předlitavské vlády, přičemž druhá vláda Eduarda Taaffeho byla nejdéle fungujícím kabinetem v dějinách Předlitavska a v rámci tzv. železného kruhu pravice spojila německorakouské konzervativce, Čechy a Poláky do stabilní vládní koalice.

## Biografie
Byl druhorozeným synem Ludwiga Taaffeho, prezidenta nejvyššího soudního dvora. Eduard získal soukromé vzdělání. V letech 1850–1852 potom studoval práva na Vídeňské univerzitě. Po studiích nastoupil jako praktikant na dolnorakouské místodržitelství a následně zastával různé posty ve státní správě, včetně Uherska.
Do roku 1861 byl tajemníkem na místodržitelství v Praze. Koncem roku 1861 byl povýšen na místodržitelského radu a vedoucího krajského úřadu v Praze. Od 28. dubna 1863 do 8. ledna 1867 zastával úřad zemského prezidenta (místodržícího, tedy nejvyššího představitele státní správy) v korunní zemi Salcbursko, pak přešel na post místodržícího Horních Rakous. 1. března 1867 obdržel titul tajného rady.
V únoru 1864 byl v doplňovací volbě za kurii velkostatkářskou zvolen poslancem Českého zemského sněmu. Zemským poslancem byl do roku 1866. Rezignoval v listopadu 1866. Již v zemských volbách v Čechách v březnu 1867 byl opět zvolen (v kurii velkostatkářské za svěřenecké velkostatky) do Českého zemského sněmu. Zemský sněm ho 13. dubna 1867 delegoval i do Říšské rady. Na mandát ve vídeňském parlamentu rezignoval v roce 1868. V 60. letech hlasoval s německými liberály (liberálně a centralisticky orientovaná Ústavní strana). V roce 1870 přešel do Panské sněmovny (jmenovaná horní komora Říšské rady).
V roce 1867 získal Císařský rakouský řád Leopoldův. Byl nositelem dalších vyznamenání. Patřil mu zámek a panství Kolinec. Byl též majitelem panství Nalžovy, Tedražice, Zavlekov a Neprochovy v jihozápadních Čechách. Jeho manželkou byla původem uherská hraběnka Irma Csáky.
Jeho politická kariéra vrcholila v 60. – 90. letech 19. století. V předlitavské vládě Ferdinanda von Beusta byl od 2. března 1867 do 23. prosince 1867 ministrem vnitra. Do této funkce se ještě vrátil ve vládě Alfreda von Potockého od 12. dubna 1870 do 4. února 1871. V Beustově kabinetu kromě toho od 2. března 1867 do 27. června 1867 zastával post ministra kultu a vyučování (školství). Dvakrát byl v této době rovněž správcem (dočasně pověřeným šéfem rezortu) ministra zeměbrany Předlitavska, a to ve vládě Karla von Auersperga od 30. prosince 1867 do 1. února 1870 a ve vládě Alfreda von Potockého od 13. dubna 1870 do 5. května 1870. Již tehdy rovněž poprvé usedl na nejvyšší exekutivní post, když byl od 8. září 1868 do 15. ledna 1870 předsedou vlády Předlitavska, ovšem rovněž jen jako správce pověřený vedením vlády, když její dosavadní předseda, Karel Vilém Auersperg odstoupil z funkce. Na samotný vrchol politického života pronikl po jisté přestávce (během ní byl v období let 1871–1879 místodržícím Tyrolska) koncem 70. let. Od 13. srpna 1879 až do 11. listopadu 1893 působil jako předseda vlády Předlitavska a zároveň od 15. února 1879 do 11. listopadu 1893 zastával kromě funkce ministerského předsedy i úřad ministra vnitra.
Po odchodu z politického života odešel na své rodové sídlo, zámek Nalžovy v západních Čechách, kde také 29. listopadu 1895 zemřel.

### Vláda Eduarda Taaffeho
V politické praxi postupoval jako pragmatik. Na rozdíl od své politické činnosti v 60. a 70. letech se nyní profiloval coby konzervativní politik, jehož hlavní loajalita směřovala k císaři (od mládí byl osobním přítelem Františka Josefa I.), nikoliv k politickým stranám. Taaffeho koalici podpořili polští velkostatkáři, stoupenci německorakouských konzervativních a křesťanských stran a staročeši (respektive celé české politické spektrum včetně zatím menšinových mladočechů a konzervativní české šlechty). S trváním více než čtrnácti let šlo o nejdéle existující vládu v dějinách Předlitavska.
Sám se hlásil k německé národnosti, ale jak prohlásil v parlamentní rozpravě v roce 1885: „Nepochybuji, že se v německé národnosti nachází poctivý cit vlastenecký. Náležímť také já k německé národnosti a lichotím si, že také tento vlastenecký cit mám; ale tolik nemohu připustiti, že by tento vlastenecký cit byl privilejí jen jedné v Rakousku žijící národnosti.“
V roce 1879 se mu podařilo dojednat prodloužení branného zákona. V roce 1887 provedl obnovení finančního vyrovnání mezi předlitavskou a uherskou částí monarchie. Jeho vláda stabilizovala státní finance a ukončila ústavní a vládní nejistotu. Taaffeho koalice (tzv. železný kruh pravice) dokázala začlenit do vlády federalistické a autonomistické síly Čechů, Poláků a Jihoslovanů a pragmaticky vyvažovat zájmy jednotlivých národností a politických bloků. Coby konzervativně laděná vláda provedla Taaffeho koalice některé revize liberálního zákonodárství z předchozího období, zejména došlo k obnovení vlivu katolické církve na obecné školy.
Roku 1882 jeho vláda provedla důležitou, tzv. Taaffeho volební reformu (snížení volebního censu v městské a venkovské kurii na pět zlatých ročně, čímž se značně rozšířila množina oprávněných voličů o malopodnikatelské střední vrstvy). Zájmy středních vrstev podporoval i nový živnostenský zákon z roku 1883. Proti sílícímu vlivu radikální levice a dělnického socialistického hnutí se Taaffe snažil bojovat zaváděním sociálního zákonodárství, ale i státní represí proti dělnickému hnutí (včetně českému dělnickému hnutí). Českému národnostnímu hnutí vyšel vstříc v jazykové oblasti, když tzv. Stremayrova jazyková nařízení zavedla češtinu do vnější jazykové praxe státních úřadů v Čechách a na Moravě. Za jeho vlády rovněž došlo v roce 1882 k rozdělení pražské univerzity na českou a německou univerzitu, čímž Češi získali kompletní národní školskou soustavu. Za Taaffeho vlády rovněž Český zemský sněm ovládli Češi a konzervativní šlechta, čímž se tento samosprávný zákonodárný sbor zapojil do rozhodování. Ke konci Taaffeho vlády se ovšem v českém politickém táboře zesilovala nespokojenost s tempem státoprávních výdobytků a poté, co koncem 80. let politické spektrum ovládla opozičně naladěná mladočeská strana, se stabilita Taaffeho koalice vytratila. Taaffe se neúspěšně snažil nahradit v koalici Čechy německými liberály. Jeho vláda pak padla v roce 1893, když neuspěla v Říšské radě jí předložená další volební reforma.